# Constituția Estoniei
Constituția Republicii Estone a fost adoptată în urma unui referendum ținut la data de 28 iunie 1992.

## Structura
Constituția Estoniei este alcătuită dintr-un preambul și 15 capitole, fiecare dintre acestea din urmă fiind divizat în mai multe articole.

## Prevederi
- Preambulul arată că actuala Constituție se bazează pe dreptul la independență, proclamat în 24 februarie 1918, pe § 1 al Constituției intrate în vigoare în 1938 și pe referendumul din 28 iunie 1992, care vor garanta existența națiunii limbii și culturii estioniene peste veacuri.

- Capitolul 1 cuprinde prevederi generale, precum acelea că Estonia este stat independent și suveran, unitar și indivizibil. Tot în Capitolul 1 sunt stabilite limba oficială și culorile steagului. Articolul 4 al acestui capitol prevede separarea Parlamentului, a Președinției, a Guvernului și a puterii judecătorești, articolul 5 afirmă că resursele naturale ale Estoniei vor fi folosite cu chibzuință.

- Capitolul 2 vorbește despre drepturile, libertățile și îndatoririle fundamentale ale cetățenilor. Articolul 12 al acestui capitol prevede ca nicio persoană să nu fie discriminată pe motiv de naționalitate, rasă, culoare a pielii, gen, limbă, credință, origine, opinii politice sau statul social ori economic. Acest articol interzice răspândirea urii, a discriminării și a violenței, bazate pe motivele menționate.

- Capitolul 3 stabilește dreptul poporului de a participa, prin vot, la alegerea Parlamentului și la referendumuri.

- Capitolul 4 cuprinde regulile de funcționare a Parlamentului (Riigikogu). Acesta are 101 membri și este ales o dată la patru ani. Orice cetățean eston care a împlinit vârsta de 21 de ani poate candida pentru un loc în Parlament. Un membru al Parlamentului eston nu poate ocupa o altă funcție, pe durata mandatului său.

- Capitolul 5 se ocupă de îndatoririle, responsabilitățile și drepturile președintelui Estoniei. Articolul 77 prevede că președintele este șeful statului. Articolul 82 menționează cele patru circumstanțe în care președintele Estoniei își părăsește funcția:

Demisia din funcție

Condamnarea pentru o infracțiune

Moartea președintelui

Sfârșitul mandatului

Articolul 85 prevede că președintele poate fi trimis în judecată doar la propunerea ministrului Justiției sau în urma acordului Parlamentului, exprimat prin vot, după regula majorității simple.
- Capitolul 15 prevede regulile de amendare a Constituției.